# Safina Sadullayeva
Safina Erkinovna Sadullayeva (en russe : Сафина Садуллаева), née le 4 mars 1998 à Sirdaryo (en Ouzbékistan), est une sauteuse en hauteur ouzbèke.

## Carrière sportive
Safina Sadullayeva obtient sa première expérience internationale aux Jeux asiatiques de la jeunesse 2013 à Nankin, où elle saute 1,55 m, terminant à la sixième place. En 2015, elle remporte la médaille d'or des premiers championnats d'Asie de la jeunesse à Doha avec 1,74 m. Aux Championnats d'Asie juniors à Hô Chi Minh-Ville en 2016, elle termine sixième. En septembre 2017, elle remporte la médaille d'argent aux Jeux asiatiques en salle à Achgabat avec un saut de 1,83 m derrière sa compatriote Nadiya Dusanova. En 2018, elle participe aux Championnats d'Asie en salle à Téhéran, où elle termine avec 1,75 m et la quatrième place.
Maman pour la première fois fin 2019, elle reprend la compétition en octobre 2020 avec 1,75 m, qu'elle améliore à 1,90 m en décembre pour remporter son deuxième titre national.
Le décalage d'un an des Jeux olympiques de Tokyo 2020 à l'été 2021 lui permet de tenter de s'y qualifier. En avril 2021, elle porte en Turquie son record à 1,92 m puis 1,94 m, puis, fin mai, elle remporte le titre national à Tachkent en effaçant 1,96 m, barre qui lui donne la qualification olympique automatique.
Le 5 août 2021, aux Jeux olympiques de Tokyo, elle passe sans encombre les qualifications en franchissant 1,95 m, puis termine deux jours plus tard 6e de la finale avec 1,96 m, record personnel égalé.
En mars 2022, elle termine 6e des championnats du monde en salle à Belgrade avec 1,92 m. Le 19 juillet 2022, elle se classe 5e des championnats du monde en plein air de Eugene avec 1,96 m, record personnel égalé.
Le 6 août 2022, elle remporte le Kamila Skolimowska Memorial à Chorzów, étape de la Ligue de diamant, avec 1,92 m, et devient la première athlète ouzbèke, homme et femme confondus, à remporter un meeting de la Ligue de Diamant, et permet à l'Ouzbékistan d'être le 79e pays au monde à avoir un vainqueur dans cette série de compétition la plus prestigieuse.
Le 11 août 2022, elle décroche la médaille d'or aux Jeux de la solidarité islamique à Konya en améliorant son record personnel à 1,97 m, au premier essai. Elle tente ensuite une barre à 2,00 m, pour égaler le record d'Asie, mais échoue dans ses trois tentatives. Elle devance sa compatriote Svetlana Radzivil (1,87).

## Palmarès
| Date | Compétition                     | Lieu     | Résultat | Marque |
| ---- | ------------------------------- | -------- | -------- | ------ |
| 2017 | Jeux asiatiques en salle        | Achgabat | 2e       | 1,83 m |
| 2018 | Championnats d'Asie en salle    | Téhéran  | 4e       | 1,75 m |
| 2021 | Jeux olympiques                 | Tokyo    | 6e       | 1,96 m |
| 2022 | Championnats du monde en salle  | Belgrade | 6e       | 1,92 m |
| 2022 | Championnats du monde           | Eugene   | 5e       | 1,96 m |
| 2022 | Jeux de la solidarité islamique | Konya    | 1re      | 1,97 m |
| 2023 | Jeux asiatiques                 | Hangzhou | 1re      | 1,86 m |
| 2024 | Jeux olympiques                 | Paris    | 7e       | 1,95 m |

### National
- Plein air : championne d'Ouzbékistan en 2014, 2020, 2021 et 2022, 2e en 2016, 3e en 2017
- En salle : 2e en 2018

## Records
| Épreuve         | Épreuve   | Marque | Lieu            | Date            |
| --------------- | --------- | ------ | --------------- | --------------- |
| Saut en hauteur | Plein air | 1,97 m | Konya           | 11 août 2022    |
| Saut en hauteur | En salle  | 1,93 m | Banská Bystrica | 15 février 2022 |